# Lochend Castle (Campbeltown)
Lochend Castle (schottisch-gälisch: Caislen Cean Loch) ist eine abgegangene Niederungsburg in Campbeltown in der schottischen Council Area Argyll and Bute. Die Burg stand einst auf dem Castlehill und dort residierte der Clan MacDonald of Dunnyveg.
Um 1609 ließ Archibald Campbell, 7. Earl of Argyll, die Burg neu erbauen. In den Kriegen der drei Königreiche scheint die Burg 1647 bis auf die Grundmauern niedergebrannt worden zu sein. 1778 wurde auf den Überresten der Burg eine Kirche errichtet.